# Élections cantonales de 1895 en Guadeloupe
Les élections cantonales ont eu lieu pour le premier tour le 6 octobre et pour le second tour le 13 octobre dans la colonie de la Guadeloupe.
Ce conseil général colonial dispose de plus de compétences qu'un Conseil général de métropole.

## Mode de scrutin
Les trente-six conseillers généraux de la colonie de la Guadeloupe sont élus au suffrage universel masculin, dans le cadre de onze cantons. Ils sont renouvelés par moitié tous les trois ans.
Le mode d'élection choisit est le scrutin majoritaire plurinominal à deux tours :
- au premier il faut obtenir la majorité des voix plus une et au moins un quart du votes des inscrits sur les listes électorales ;
- au second tour (ballottage) le (ou les) candidat(s) avec le plus de voix est élu.

### Augmentation du nombre de conseillers
- À la suite du décret du 7 novembre 1879[1], le conseil général passe de 24 à 36 membres ;
- la circonscription d'élection reste le canton, les trente-six sièges étant répartis proportionnellement à la population des cantons.

| Pointe-à-Pitre | 8  |  |  |
| Le Moule       | 4  |  |  |
| Marie-Galante  | 4  |  |  |
| Saint-François | 1  |  |  |
| Saint-Martin   | 1  |  |  |
|                |    |  |  |
| Total          | 18 |  |  |

## Arrondissement de Basse-Terre

### Canton de Marie-Galante
- Quatre conseillers sont à élire.
- Les quatre conseillers sortants : Léopold Raiffer, Hippolyte de Retz, Jean-François Jean-Désir et Clovis Tasserot, tous réactionnaires, ne se représentent pas.

| Candidats | Candidats        | Étiquette | Premier tour | Premier tour |
| Candidats | Candidats        | Étiquette | Voix         | %            |
| --------- | ---------------- | --------- | ------------ | ------------ |
|           | Abel Ariste      | Radical   | 964          |              |
|           | Hubert Rousseau  | Radical   | 963          |              |
|           | Michel Sanctussy | Radical   | 963          |              |
|           | Mésance Bambuck  | Radical   | 961          |              |
|           |                  |           |              |              |
| Inscrits  | Inscrits         | Inscrits  |              | 100,00       |
| Votants   |                  |           |              |              |
| Exprimés  |                  |           |              |              |

*sortant

### Canton de Saint-Martin
- Un conseiller est à élire.

| Candidats | Candidats             | Étiquette | Premier tour | Premier tour |
| Candidats | Candidats             | Étiquette | Voix         | %            |
| --------- | --------------------- | --------- | ------------ | ------------ |
|           | Alexandre Beauperthuy | Conserv   | 229          |              |
|           | Foudin                |           | 110          |              |
|           |                       |           |              |              |
| Inscrits  | Inscrits              | Inscrits  |              | 100,00       |
| Votants   | Votants               | Votants   |              | '            |
| Exprimés  |                       |           |              |              |

*sortant

## Arrondissement de Pointe-à-Pitre

### Canton de Pointe-à-Pitre
- Huit conseillers sont à élire.

| Candidats | Candidats           | Étiquette         | Premier tour | Premier tour | Ballotage | Ballotage |
| Candidats | Candidats           | Étiquette         | Voix         | %            | Voix      | %         |
| --------- | ------------------- | ----------------- | ------------ | ------------ | --------- | --------- |
|           | I. Boricaud         | Radical isaaciste | 1 786        |              | 2 518     |           |
|           | Adolphe Cicéron *   | Radical isaaciste | 1 037        |              | 1 635     |           |
|           | Régis Deumié *      | Radical isaaciste | 1 029        |              | 1 595     |           |
|           | Armand Hanne *      | Radical isaaciste | 995          |              | 1 574     |           |
|           | Voltaine Numa *     | Radical isaaciste | 993          |              | 1 551     |           |
|           | Armand David (fils) | Radical isaaciste | 944          |              | 1 500     |           |
|           | Frédéric Vanony *   | Radical isaaciste | 937          |              | 1 467     |           |
|           | Léonce Léo          | Radical isaaciste | 935          |              | 1 511     |           |
|           | S. Radégonde        | Radical réachiste | 802          |              | 1 161     |           |
|           | Georges Saintol     | Radical réachiste | 796          |              | 1 129     |           |
|           | Pilade              | Radical réachiste | 774          |              | 1 123     |           |
|           | Gaston Ballet       | Socialiste        | 758          |              | 1 107     |           |
|           | Céran Tharthan      | Socialiste        | 650          |              | 1 006     |           |
|           | O. Blanche          | Socialiste        | 615          |              | 958       |           |
|           | Fantaisie           | Radical réachiste | 600          |              | 922       |           |
|           | Danaë               |                   | 267          |              | 285       |           |
|           | J-P-J Pascal        |                   | 211          |              | 177       |           |
|           | Lyonnel Méloir      | Radical           |              | /            | 332       |           |
|           |                     |                   |              |              |           |           |
| Inscrits  | Inscrits            | Inscrits          |              | 100,00       |           | 100,00    |
| Votants   |                     |                   |              |              |           |           |
| Exprimés  |                     |                   |              |              |           |           |

*sortant

### Canton du Moule
- Quatre conseillers sont à élire.

|          | A. de Chazelles *  | Conserv  | 1 209 |        |
|          | Charles Alléaume * | Conserv  | 1 205 |        |
|          | Ed. Dubos          | Conserv  | 1 205 |        |
|          | Charles Bance *    | Conserv  | 1 176 |        |
|          | Lyonnel Méloir     | Radical  | 727   |        |
|          | Côme-Corneille     | Radical  | 690   |        |
|          | Mosillon           | Radical  | 671   |        |
|          | Saint-Prix         | Radical  | 1     |        |
|          | Clara Alexandre    | Radical  | 1     |        |
|          |                    |          |       |        |
| Inscrits | Inscrits           | Inscrits |       | 100,00 |
| Votants  | Votants            | Votants  |       | '      |
| Exprimés |                    |          |       |        |

*sortant

### Canton de Saint-François
- Un seul conseiller est à élire.

| Candidats | Candidats        | Étiquette | Premier tour | Premier tour |
| Candidats | Candidats        | Étiquette | Voix         | %            |
| --------- | ---------------- | --------- | ------------ | ------------ |
|           | Ernest Souques * | Conserv   | 461          |              |
|           | V. Effelin       |           | 59           |              |
|           |                  |           |              |              |
| Inscrits  | Inscrits         | Inscrits  |              | 100,00       |
| Votants   |                  |           |              |              |
| Exprimés  |                  |           |              |              |

*sortant

### Sources
- Bibliothèque de l'Université de Floride : https://ufdc.ufl.edu/fr
- Journal officiel de la Guadeloupe.
- Le Progrès[2] (Guadeloupe).
- Le Courrier de la Guadeloupe[3].